# 生命的逻辑
《生命的逻辑——遗传学史》（La Logique du vivant, une histoire de l’hérédité）是一部科普著作，由生物学家弗朗索瓦·雅各布撰写，1970年由伽利玛出版社出版，1981年再版。湖南科学技术出版社出版了其简体中文版，并归入其《第一推动丛书》。
这部在获得诺贝尔奖后不久写成的关于生物学哲学的著作，与雅克·莫诺的《偶然性和必然性》一样，已成为该领域的参考书。
它证明了整合阶段的生物学重要性。

## 引用
“我们不再质疑今天实验室里的生活。我们不再试图定义它的轮廓。我们只是试图分析生命系统、它们的结构、它们的功能、它们的历史。”

## 评价
米歇尔·福柯说：“弗朗索瓦·雅各布的书是有史以来最杰出的生物学史。它还邀请人们重新学习思想。”